# Salluca podrida
Salluca podrida är en fjärilsart som beskrevs av Paul Dognin 1897. Salluca podrida ingår i släktet Salluca och familjen tandspinnare. Inga underarter finns listade.